# 長塚村
長塚村（ながつかむら）は、昭和26年（1951年）まで福島県双葉郡の中部に存在していた村。現在の双葉郡双葉町北部にあたる。

## 地理
- 河川：前田川

## 沿革
- 明治22年（1889年）4月1日 - 町村制施行にともない、長塚村・鴻草村・渋川村・寺沢村・中田村・上羽鳥村・下羽鳥村・松倉村の計8か村が合併して新制の標葉郡長塚村が発足。
- 明治29年（1896年）4月1日 - 標葉郡と楢葉郡が合併して双葉郡が発足。双葉郡長塚村となる。
- 昭和26年（1951年）4月1日 - 新山町と合併し、標葉町（現・双葉町）となる。

## 行政
- 歴代村長

| 代 | 氏名         | 就任                       | 退任                      | 備考 |
| -- | ------------ | -------------------------- | ------------------------- | ---- |
| 1  | 立野称       | 明治22年（1897年）7月3日   | 明治26年（1898年）7月5日  |      |
| 2  | 服部恒亨     | 明治26年（1898年）7月5日   | 明治34年（1907年）7月5日  |      |
| 3  | 黒木理房     | 明治34年（1907年）6月15日  | 明治34年（1911年）6月25日 |      |
| 4  | 西重信       | 明治34年（1911年）8月10日  | 明治36年（1917年）7月31日 |      |
| 5  | 池田宇三郎   | 明治36年（1918年）8月20日  | 明治40年（1922年）9月2日  |      |
| 6  | 齋藤与左ェ門 | 明治40年（1922年）9月20日  | 明治42年（1925年）4月16日 |      |
| 7  | 服部恒亨     | 明治42年（1925年）5月20日  | 大正元年（1912年）9月4日  | 再任 |
| 8  | 池田宇三郎   | 大正元年（1912年）11月4日  | 大正5年（1916年）4月20日  | 再任 |
| 9  | 黒木祗房     | 大正5年（1916年）5月25日   | 大正9年（1920年）5月24日  |      |
| 10 | 林秀治       | 大正9年（1920年）5月25日   | 大正13年（1924年）5月23日 |      |
| 11 | 堀川島治郎   | 大正13年（1924年）8月17日  | 大正15年（1926年）8月25日 |      |
| 12 | 中津宗当     | 大正15年（1926年）11月19日 | 昭和3年（1928年）12月11日 |      |
| 13 | 江亀栄治     | 昭和4年（1929年）2月6日    | 昭和6年（1931年）8月28日  |      |
| 14 | 朝田司一     | 昭和6年（1931年）9月2日    | 昭和10年（1935年）6月     |      |
| 15 | 安井祥治     | 昭和10年（1935年）9月2日   |                           |      |
| 16 | 千代田忠     |                            | 昭和26年（1951年）3月31日 |      |

## 教育
- 長塚村立長塚小学校

（中学校は、新山町にある長塚村・新山町組合立標葉中学校に通学）

## 交通

### 鉄道
- 国鉄常磐線：長塚駅

### 道路
- 国道6号